# LeRoy Samse

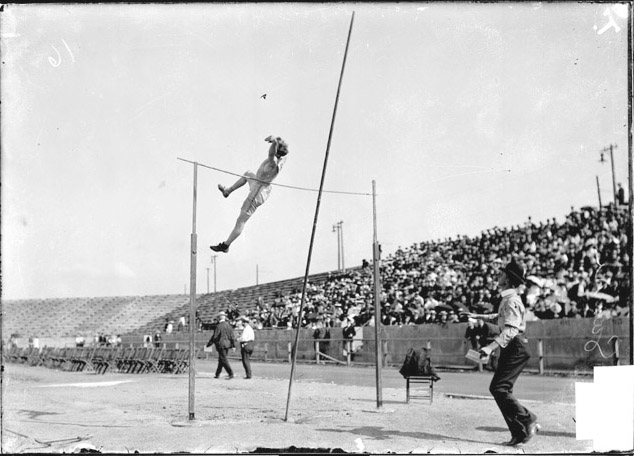
LeRoy Perry Samse

LeRoy Perry Samse (Kokomo, Indiana, 13 de septiembre de 1883- 1 de mayo de 1956) fue un atleta estadounidense que se especializó en el salto con pértiga. En los Juegos Olímpicos de San Luis 1904 ganó la medalla de bronce en el evento.
Durante su carrera batió dos veces el récord mundial en salto con pértiga al aire libre (2 de junio de 1906, en Chicago, con medidas de 3.74 I 3.78 m durante el mismo evento) y saltar con la subasta interior (11 de marzo de 1905 con el grado de 3,44 me 22 de enero de 1906 con un salto de 3,49 m).